# Gran Sinagoga Bet Shalom
La Gran Sinagoga Bet Shalom o simplement el Temple Bet Shalom (en hebreu: בית הכנסת בית שלום) fou construïda en 1952, és una sinagoga situada prop del centre de l'Havana. Gran part de l'edifici original va ser venut, i només una part roman en mans dels jueus avui en dia. Es van dur a terme extenses reparacions de l'estructura en la dècada de 1990. Bet Shalom és considerada la seu de la comunitat jueva cubana. L'edifici també acull una biblioteca jueva. En general, la comunitat jueva ha gaudit de seguretat i l'antisemitisme ha estat mínim. En els darrers anys, Raúl Castro fins i tot ha assistit a la celebració de Hanukkà de la comunitat.